# Ama-gi

Zapis słowa Ama-gi w sumeryjskim piśmie klinowym

Ama-gi – słowo pochodzące ze starożytnego języka sumeryjskiego. Uważa się, że jest to najstarszy w dziejach ludzkości zapis pojęcia wolności. W dosłownym tłumaczeniu oznacza „powrót do matki”. 
Po raz pierwszy słowo to pojawia się na datowanej na ok. 2300 rok p.n.e. glinianej tabliczce z Lagasz. Według Samuela Noah Kramera Lagasz było miejscem pierwszego zarejestrowanego ruchu społecznego. 
Zapis słowa Ama-gi w sumeryjskim piśmie klinowym został przyjęty za symbol przez niektóre grupy zwolenników libertarianizmu. Jednymi z organizacji używających tego słowa w swoim logo są Liberty Fund czy New Economic School – Georgia. 